# Dark Diamond
Dark Diamond è un brano composto e interpretato dall'artista britannico Elton John; il testo è di Bernie Taupin.

## Il brano
È la seconda traccia dell'album Songs from the West Coast; si caratterizza come un brano influenzato dal blues, dal pop e R&B, differenziandosi quindi dalla precedente The Emperor's New Clothes. Elton John suona il pianoforte, ed è accompagnato da un'importante ospite: al clavinet e all'armonica troviamo infatti Stevie Wonder (i due non lavoravano insieme dai tempi di Duets, nel 1993). Il produttore Patrick Leonard è inoltre presente al B3. Paul Bushnell suona il basso; alle chitarre si cimentano Rusty Anderson e Davey Johnstone (storico leader della Elton John Band). La batteria è suonata da Matt Chamberlain; i cori, infine sono opera di Nigel Olsson e dei già citati Bushnell e Johnstone. Il titolo del testo di Bernie significa Diamante Nero.
Il brano è stato lodato dalla critica, così come tutto l'album di provenienza.